# Wayne Swan
Wayne Swan (Nambour, 30 juni 1954) is een Australisch politicus en lid van de Australian Labor Party.

## Loopbaan
Swan studeerde economie aan de Universiteit van Queensland. Na een periode waarin hij namens zijn partij voornamelijk achter de schermen actief was, werd hij bij de Australische parlementsverkiezingen van 1993 voor het eerst verkozen in het Huis van Afgevaardigden. Drie jaar later, bij de verkiezingen van 1996, verloor Swan zijn zetel weer, maar in 1998 werd hij opnieuw verkozen, waarna hij tot 2019 parlementslid zou blijven.
In december 2007 werd Swan benoemd tot minister van Financiën in de Australische regering, het toenmalige kabinet-Rudd I. Deze functie bekleedde hij tevens in de daaropvolgende kabinetten Gillard I (2010) en Gillard II (2010–2013). Onder premier Julia Gillard fungeerde Swan vanaf juni 2010 ook als vicepremier. In juni 2013 trad hij af toen door Kevin Rudd een nieuwe regering werd gevormd. Bij de Australische verkiezingen van 2019 stelde hij zich niet meer herkiesbaar, waarna hij afscheid nam als parlementslid.
Swan is getrouwd en heeft drie kinderen.